# Enceladus Orbilander
Enceladus Orbilander è una proposta di missione spaziale robotica per l'esplorazione di Encelado, satellite naturale di Saturno. L'Enceladus Orbilander trascorrerebbe un anno e mezzo in orbita attorno a Encelado campionando i suoi pennacchi d'acqua che si estendono nello spazio, prima di atterrare sulla superficie per una missione di due anni alla ricerca di eventuali forme di vita. La missione, con un costo stimato di 4,9 miliardi di dollari, potrebbe essere lanciata alla fine degli anni 2030 su uno Space Launch System o Falcon Heavy con un atterraggio previsto all'inizio degli anni 2050. È stata proposta nel Planetary Science Decadal Survey 2023-2032 come terza missione di massima priorità del programma Flagship della NASA, dopo Uranus Orbiter and Probe e Mars Sample Return.

## Storia

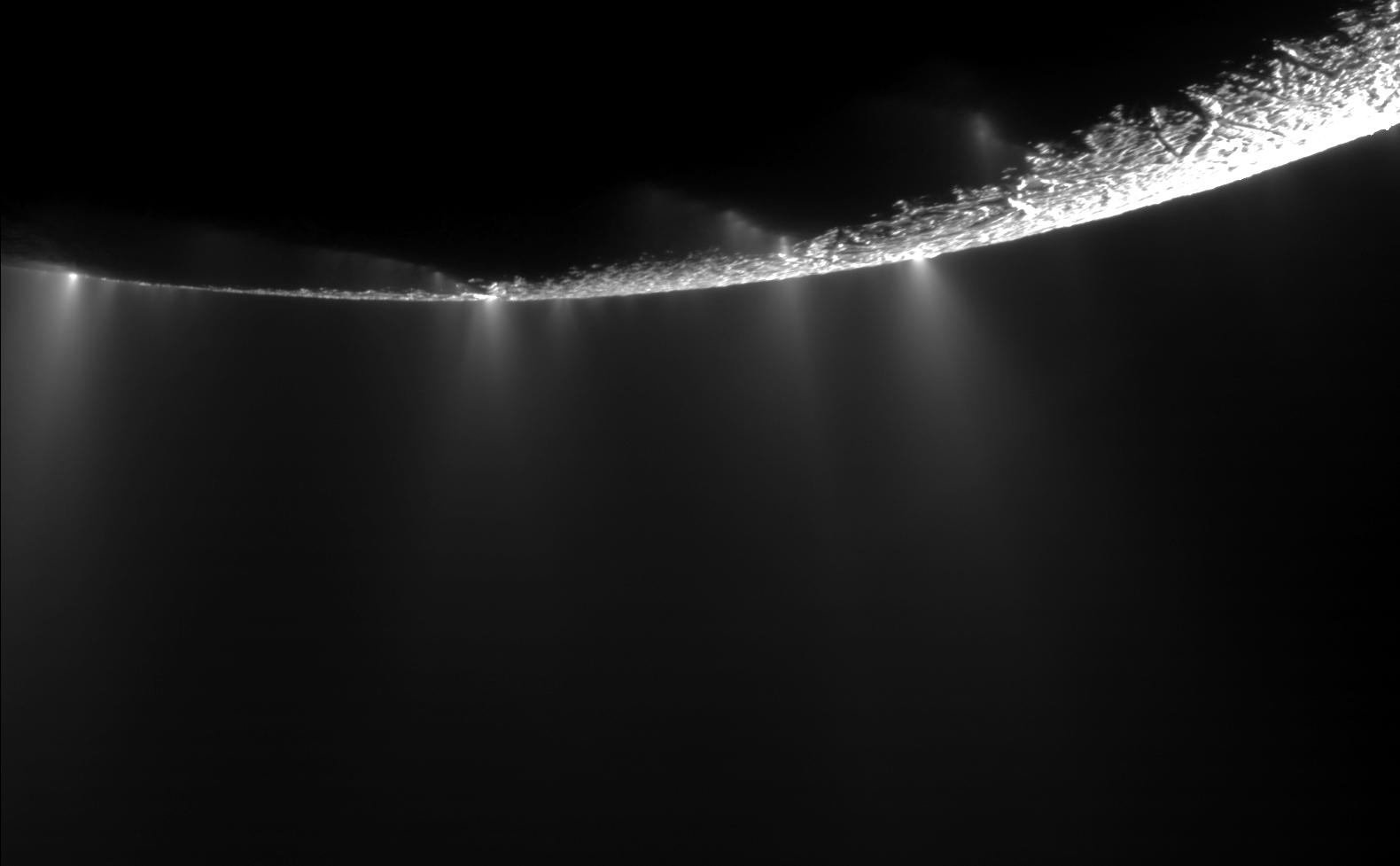
Un'immagine ripresa dalla sonda Cassini nel 2009 che mostra i pennacchi di acqua e ghiaccio che si innalzano dalla superficie di Encelado

La prima sonda che fotografò Encelado da distanza ravvicinata fu la Voyager 2, che mostrò una superficie relativamente liscia con una grande albedo, la più riflettente dell'intero sistema solare. La sonda Cassini studiò a lungo il sistema saturniano, e nel 2015, analizzando la librazione dell'orbita del satellite, si poté confermare che al di sotto della fredda superficie Encelado ospita un oceano salato, possibile habitat per forme di vita. Dal polo sud del pianeta fuoriescono numerosi geyser; parte del materiale espulso ricade in superficie, mentre il resto è all'origine della formazione dell'anello E di Saturno. L'analisi dei componenti di questo anello, effettuata successivamente con gli strumenti della sonda spaziale, dimostrarono che contengono silice, che può formarsi solo quando l'acqua a una temperatura superiore a 90°C interagisce con la roccia; inoltre sono state rilevate tracce di metano, che potrebbe essere prodotto da processi generati da batteri anaerobici. Tale configurazione suggerisce che la sorgente di acqua liquida sia a contatto con un nucleo roccioso, da cui sgorgano sorgenti idrotermali. Nonostante la sonda Cassini, lanciata nel 1997, non fosse dotata di una specifica strumentazione per la ricerca di biofirme, grazie alle sue scoperte Encelado divenne dal punto di vista astrobiologico uno dei satelliti più interessanti del sistema solare, assieme alla luna gioviana Europa.
La velocità di sorvolo della sonda Cassini non ha permesso di determinare con certezza la natura delle molecole presenti nei geyser espulsi dalla luna, tuttavia le sue scoperte hanno portato la comunità scientifica a suggerire missioni di follow-up per Encelado, ponendolo come uno degli obiettivi prioritari per il futuro, sottolineando l'importanza di una missione che possa rispondere a una delle domande più cruciali della scienza planetaria, ossia se c'è vita oltre la Terra. Precedentemente al concetto di Enceladus Orbilander, missione ad alto costo, erano state suggerite anche missioni a basso e medio costo facenti parte dei programmi Discovery e New Frontiers.

## Obiettivi
Gli obiettivi principali della missione sono:
- Rilevare la presenza di forme di vita e determinare se sono presenti condizioni favorevoli alla vita.[5]
- Caratterizzare la frazione organica dei materiali emessi da Encelado e determinare se i composti organici rilevati derivino da processi abiotici o biochimici
- Misurare la concentrazione di diversi tipi di amminoacidi per determinare la presenza di fonti biotiche (ossia viventi)
- Rilevare la concentrazione di diversi tipi di lipidi e discriminare le fonti tra biotiche a abiotiche, analizzandone anche l'eventuale degrado nel corso del tempo dovuto ad acqua e calore.

Per ridurre le incertezze sull'origine biotica o abiotica delle molecole rilevate, sono previste altre misure che presentano maggiori rischi ma che possono fornire risultati decisivi:
- Rilevare la presenza di polielettroliti, che immagazzinano e trasportano informazioni genetiche
- Identificare morfologie simili a quelle delle cellule e verificare se siano accompagnate da attività chimiche come la biofluorescenza.

Verranno effettuate misurazioni geofisiche e geochimiche per determinare se Encelado sia in grado di sostenere la vita. Queste misurazioni dovrebbero consentire da un lato di quantificare la biomassa che Encelado è in grado di sostenere e dall'altro di determinare se i materiali dei geyser possono modificarsi durante la loro ascesa e la loro espulsione.
- Misure delle caratteristiche chimiche e fisiche dell'ambiente, come la misura del pH, della temperatura, della salinità nonché della disponibilità di nutrienti e fonti energetiche
- Determinazione della struttura interna di Encelado, dalla dinamica del nucleo, alla crosta e all'oceano
- Studio della morfologia e del processo di espulsione dei pennacchi di gas, tramite strumenti che consentono una precisione inferiore al metro

## Caratteristiche tecniche
La soluzione adottata per una missione verso Encelado è stata quella di un unico veicolo spaziale che svolge due ruoli in successione, prima come orbiter e poi come lander. La sonda spaziale deve operare in un ambiente molto freddo perché è lontana dal Sole (10 Unità astronomiche) che produce solo 15 watt/m2. A causa della potenziale presenza di forme di vita sulla luna Encelado, la sonda è progettata per rispettare il più alto livello di protezione planetaria.
Enceladus Orbilander è una grande sonda spaziale con una massa al lancio di 6610 kg e una massa a vuoto di 2690 kg. La sonda trasporta 2416 kg di idrazina, 1489 kg di perossido di azoto e 15 chilogrammi di gas utilizzato per pressurizzare i propellenti. La struttura centrale è costituita da un cilindro contenente i serbatoi del propellente al quale sono fissate le strutture secondarie: carrello di atterraggio, propulsione principale, RTG, antenne principali.  Il veicolo spaziale è stabilizzato su tre assi e utilizza ruote di reazione per mantenere il suo orientamento. La propulsione è chimica tramite due motori a razzo HiPAT che bruciano una combinazione di due tipi di propellenti ipergolici e consente un cambio di velocità totale di oltre 2400 m/s. Viene utilizzato per la correzione della traiettoria, l'inserimento in orbita e le manovre di atterraggio. La propulsione secondaria si basa su 8 piccoli motori a razzo. La distanza dal Sole non consente l'utilizzo di pannelli solari e l'energia è fornita da due generatori termoelettrici a radioisotopi di nuova generazione, in fase di sviluppo nel 2022, che producono 800 watt a inizio vita. L'energia viene immagazzinata in batterie agli ioni di litio con una capacità totale di 46 A all'ora all'inizio della vita utile.
Le comunicazioni vengono effettuate in banda Ka per l'invio di dati scientifici e in banda X per altri dati. Per la ricezione e la trasmissione, Enceladus Orbilander è dotata di un'antenna parabolica ad alto guadagno di 2,1 metri di diametro e un'antenna a medio guadagno. Queste antenne sono co-allineate e orientabili con due gradi di libertà in modo da poter essere rivolte verso la Terra quando la sonda spaziale si trova sulla superficie di Encelado. La sonda spaziale ha anche tre antenne a basso guadagno e tre antenne a tromba. I dati scientifici sono archiviati in una memoria di massa con una capacità di 128 gigabit. La sonda sarà in grado di inviare 1,1 terabit di dati sulla Terra durante la missione primaria.

## Strumenti scientifici
Il progetto proposto prevede che la sonda spaziale trasporti circa 142 chilogrammi di strumenti scientifici, tra i quali:
- Un sistema di raccolta campioni costituito da un braccio robotico dotato di una piccola paletta.
- Una suite strumentale per il rilevamento di forme di vita.
- Strumenti per la raccolta dati a distanza: telecamere dotate di un teleobiettivo e di un obiettivo grandangolare, altimetro laser, spettrometro, radar per effettuare sondaggi nel sottosuolo, spettrometro termico agli infrarossi
- Una suite di strumenti utilizzati per eseguire misurazioni in situ: fotocamera contestuale, sismometro.

## Panoramica della missione
Il progetto proposto prevede un lancio di Enceladus Orbilander nell'ottobre 2038 con una finestra di lancio di riserva nel novembre 2039. La sonda spaziale sarebbe lanciata direttamente verso il sistema solare esterno e la sonda si servirebbe, nel 2040, della sola assistenza gravitazionale di Giove per modificare la traiettoria e la direzione. 
L'inserimento in orbita attorno a Saturno è prevista per settembre 2045. Dopo 5 anni di orbite attorno al gigante gassoso per lo studio delle altre lune saturniane, nel marzo 2050 si inserirebbe in un'orbita halo di 12 ore attorno a Encelado, sorvolando il polo sud a un'altitudine di 25 chilometri dalla sua superficie. Durante questa fase di 1,5 anni, la sonda spaziale preleva ripetutamente campioni dai geyser prodotti dalla luna. Nel settembre 2051 la sonda spaziale atterrerebbe sulla superficie, per una missione primaria della durata di 2 anni, prelevando campioni di suolo da analizzare. La missione principale termina nell'ottobre 2053, 15 anni dopo il lancio, ma è prevista un'estensione della missione.

### Sito di atterraggio
Per raggiungere gli obiettivi scientifici, il sito di atterraggio deve trovarsi in una regione con una significativa presenza di geyser (> 0,01 mm all'anno). La regolite in loco deve essere abbastanza forte per sostenere il peso della sonda spaziale. Tale sito può essere identificato dalla presenza di blocchi di un metro di diametro nelle vicinanze (la sonda spaziale Cassini ha osservato regioni di Encelado con questa caratteristica). Per soddisfare i vincoli di protezione planetaria in uno scenario degradato, la temperatura superficiale dovrà essere inferiore a 85 kelvin. Per stabilire comunicazioni dirette con la Terra bisogna evitare che l'atterraggio avvenga in una valle. Per evitare il ribaltamento della sonda spaziale, la pendenza del terreno deve essere inferiore a 10°. Le misurazioni effettuate dalla sonda spaziale Cassini suggeriscono che molte regioni di Encelado soddisfano tutti questi criteri.